# پلاک وسایل نقلیه ترکیه
در ترکیه پلاک وسایل در شکل مستطیل است و از آلومینیوم ساخته شده‌است. در سمت چپ، کد کشور "TR" دراندازه ۴ × ۱۰ سانتی‌متر، نوار آبی رنگ مانند کشورهای عضو اتحادیه اروپا (بدون ۱۲ ستاره طلایی)، به نمایندگی از اتحادیه گمرکی اروپا درپلاک‌های ترکیه مشاهده می‌شود. متن پلاک سیاه و سفید بر روی زمینه سفید و برای وسایل نقلیه رسمی سفید بر روی سیاه و سفید است. در تمام وسایل نقلیه ترکیه دو پلاک وجود دارد، که یکی در جلو و دیگری در عقب خودرو نصب می‌شود به جز موتور سیکلت و تراکتور.

## اندازه

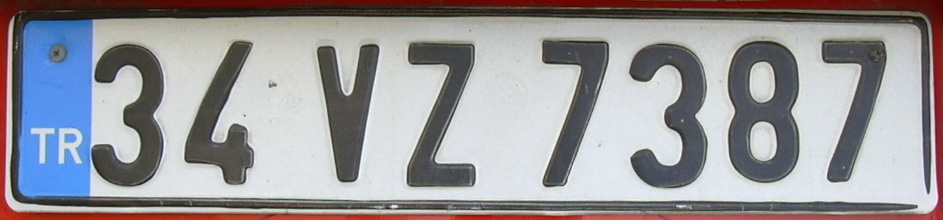
یک نمونه پلاک خودرو

- ۱۵×۲۴ سانتی‌متر در عقب فقط برای موتور سیکلت و تراکتور با چرخ لاستیکی است.
- ۱۱x۵۲ سانتی‌متر در جلو و عقب خودروی سواری، ۲۱×۳۲سانتی‌متر در جلو و عقب برای خودروی آفرود، وانت، کامیون و اتوبوس و ۱۵x۳۰ سانتی‌متر برای خودروهای وارداتی در صورتی که جا پلاکی کوچک باشد.

## سیستم شماره گذاری
فرمت متن در صفحات پلاک‌های خودرو یکی از موارد زیر می‌باشد:
- ۹۹X۹۹۹۹ و ۹۹X۹۹۹۹
- ۹۹xX۹۹۹و ۹۹XX9999
- ۹۹XXX99

| TR | 34 AF ۱۴۵۳ |

در برخی از استان‌ها، شماره در گروه برای دفاتر جمع‌آوری مالیات از شهرستانهای مختلف طبقه‌بندی شده،

## نوع
ساختار پلاک‌ها به خاطر راست چین کردن به هم خورده‌است و در کلیه پلاک‌ها کد ترکیه(TR)در سمت چپ و بعد از آن دو رقم که نشان دهنده محل سکونت شخص مالک بوده و در وسط پلاک حرف مورد نظر و در سمت راست پلاک دو تا چهار حرف (بستگی به نوع پلاک دارد) می‌باشد.
| TR | 59 ZP ۱۵۷ |

| TR | 34 A ۰۴۴۶ |

| TR | 34 AA ۹۵۴ |

| TR | 34 B ۰۴۲۶ |

| TR | 34 CD ۵۳۴ |

| TR | 34 CE ۸۱۱ |

| TR | 34 G ۱۴۸۵ |

| TR | 34 GMR 032 |

| TR | 34 MA ۳۶۵ |

| TR | 34 TSL 83 |

| TR | 61 T ۰۰۵۶ |

| TBMM 037 |

| ۰۰۱۹ |

| ۳۴ ۰۰۲۴ |

| 34 NM ۲۴۰ |

| ۷۰۶۰۰۱ |

| 59 ZP ۱۵۷ |

## کد محل
دو رقم نشان دهنده استان محل سکونت مالک است:
| - ۰۱ آدانا - ۰۱ آدی یامان - ۰۳ آفیون قره حصار - ۰۴ آغری - ۰۵ آماسیا - ۰۶ آنکارا - ۰۷ آنتالیا - ۰۸ آرتوین - ۰۹ آیدین - ۱۰ بالیکسیر - ۱۱ بیله جیک - ۱۲ بینگول - ۱۳ بتلیس - ۱۴ بولو - ۱۵ بوردور - ۱۶ بورسا - ۱۷ چاناق قلعه - ۱۸ چانقری - ۱۹ چروم - ۲۰ دنیزلی - ۲۱ دیاربکر - ۲۲ ادرنه - ۲۳ الازیغ - ۲۴ ارزنجان - ۲۵ ارزروم - ۲۶ اسکی‌شهر - ۲۷ غازی‌عینتاب | - ۲۸ گره سون - ۲۹ گوموش‌خانه - ۳۰ حکاری - ۳۱ ختای - ۳۲ اسپارتا - ۳۳ مرسین - ۳۴ استانبول - ۳۵ ازمیر - ۳۶ قارص - ۳۷ قسطمونی - ۳۸ قیصری - ۳۹ قرقلرایلی - ۴۰ قرشهر - ۴۱ قوجاایلی - ۴۲ قونیه - ۴۳ کوتاهیه - ۴۴ ملطیه - ۴۵ مانیسا - ۴۶ قهرمان مرعش - ۴۷ ماردین - ۴۸ موغله - ۴۹ مووش - ۵۰ نوشهر - ۵۱ نیغده - ۵۲ اردو - ۵۳ ریزه - ۵۴ سقاریه | - ۵۵ سامسون - ۵۶ سعرد - ۵۷ سینوپ - ۵۸ سیواس - ۵۹ تکیرداغ - ۶۰ توقات - ۶۱ ترابزون - ۶۲ تونجلی - ۶۳ شانلی اورفه - ۶۴ اوشاق - ۶۵ وان - ۶۶ یوزگات - ۶۷ زونگولداغ - ۶۸ آق‌سرای - ۶۹ بایبورت - ۷۰ قرامان - ۷۱ قیریق قلعه - ۷۲ باتمان - ۷۳ شرناق - ۷۴ بارتین - ۷۵ اردهان - ۷۶ ایغدیر - ۷۷ یالوا - ۷۸ قره بوک - ۷۹ کیلیس - ۸۰ عثمانیه - ۸۱ دوزجه |